# Dubovacborgen
Dubovacborgen (kroatiska: Stari grad Dubovac) är en kulturmärkt borg i Karlovac i Kroatien. Med rötter troligtvis från 1200-talet är den Karlovacs äldsta bevarade byggnadsverk och ett av stadens turistattraktioner. Borgen har sedan tillkomsten byggts om i omgångar och nyttjats för olika ändamål. Åren 1965–2007 förvaltades borgen av Karlovacs stadsmuseum som idag har en permanent utställning i dess kvadratiska försvarstorn. Borgen och utställningen är öppen för allmänheten. I försvarsverket finns därtill en restaurang.

## Etymologi
Befästningens namn (Dubovac) kan härledas ur ordet "dub" (ek). Borgen är namngiven efter den ekskog som tidigare omgav den. Namnet Dubovac överfördes senare på det samhälle som växte fram kring borgen och som idag är en av Karlovacs stadsdelar.

## Historik
Dubovacborgen är belägen på en kulle (185 meter över havet) vid floden Kupa i stadsdelen Dubovac, nordväst om Karlovacs historiska stadskärna. Det är oklart när borgen uppfördes men troligtvis var det under 1200-talet.
Befästningen omnämns för första gången i skrift i kyrkliga dokument utfärdade år 1339. Arkeologiska fyndigheter antyder dock att platsen för borgen har en äldre historia som viktig försvarsutpost och boplats. Vid utgrävningar utförda åren 1958, 2001, 2004 och 2008 påträffades föremål från kopparåldern, sen bronsålder, tidig järnålder och antiken. Utgrävningarna visade därtill att det på platsen under den tidiga medeltiden hade etablerats en defensiv vallgrav.
Dubovacborgen tillkom troligtvis på 1200-talet och uppfördes på uppdrag av medlemmar av Gorički- och Babonić-ätten. Historiska krönikor antyder att Dubovacborgen var i Zudar (Sudar)-ättens ägo från år 1387. Från år 1442 förvaltades den av hertigen och banen Stjepan Frankopan och hamnade kort därefter i Frankopan-ättens privata ägo. Från år 1544 ägdes och förvaltades borgen av Zrinski-ätten och från år 1576 av Gašpar Šubić Peranski. Från år 1671 till den franska ockupationen och administrationen år 1809 förvaltades borgen av lokala generaler. År 1837 hamnade den i greve Laval Nugent von Westmeaths ägo som lät renovera den i romantisk stil. År 1896 hamnade borgen i stadens Karlovacs ägo och öppnades då för allmänheten. Åren 1952–1963 renoverades borgen enligt ritningar av M. Stier från 1657 och grafiska illustrationer från slutet av 1700-talet. Renoveringsarbetena leddes av arkitekt Greta Jurišić.

## Beskrivning
Dubovacborgen har en kvadratisk grundplan, tre cirkulära torn och ett kvadratisk försvarstorn. Stilistiskt är borgen ett kastell i renässansstil med gotiska inslag.  